# خورخه کافرونه
خورخه کافرونه (انگلیسی: Jorge Cafrune؛ ۸ اوت ۱۹۳۷ – ۱ فوریه ۱۹۷۸ (در سن ۴۰ سالگی)) یکی از محبوب‌ترین خوانندگان فولکلور اهل کشور آرژانتین در دوران خودش بود. وی اصالت سوریه‌ای، لبنانی داشت.